# Подоляни (Рівненський район)
Подоля́ни — село у складі Бабинської громади Рівненського району Рівненської області; населення — 183 особи; перша згадка — 1545 рік.

## Історія
За історією Подоляни є невід'ємна частина древнього Дорогобужа, може бути лише невеликий розрив у часі їх заснування. Так як Дорогобуж у XI—XII ст. досяг свого найвищого розквіту, то можна стверджувати, що у цей час з'явилось ремісниче поселення, тобто там оселялись люди, які працювали у Дорогобузьких князів. Тому з'явилась версія, що село назвали Подоляни, за прикладом Подолу у Києві, де розвивали свої виробництва ковалі, стельмахи, гончарі, зброярі, шевці та кравці.
Є інше правдоподібне тлумачення. Ніби воно походить від людини, яка прийшла сюди на поселення з Поділля. І таким власником села тут став в 1445 році Івашко Подолянський. Про це свідчать записи актів, що стосуються історії Південної та Західної Росії, зібрані та опубліковані Археологічною комісією в 1863—1877 роках. Щоправда, до кінця не з'ясовано особи, яка заслужила тоді перед королівством литовським на подарунок — право володіти тутешніми землями. Немає сумніву, що поселення поблизу Дорогобужа засновано набагато раніше, можна гадати, що спершу називалося якось по іншому. А з приходом сюди Івашка дано селу таке ім'я, яке бажав вельможа чи його прислужливе оточення.
Історія цього села, як і сусідство, нерозривно пов'язані з Дорогобужем. За свідченнями багатьох
документів давнини, у підсумку столиця удільного князівства Погориння довгий час знаходилася у оточенні густих лісів. Ймовірно, що і на місці сучасних Подолян колись шуміли могутні гаї. Безперечно, що з часу володіння Дорогобужем князівських родин, ліси викорчувалися і тут оселився діловий люд за прикладом багатьох міст, а також Києва — столиці давньоукраїнської держави. Помітно виросло, але не стало в рівень з великими, хоча знаходилося на стратегічно вигідному місці — неподалік Горині та й шляху з перекидним містком через річку. Вже у 1546 році тут був власником маршалок Острозького повіту Мартин Іодко від імені князів Острозьких. Потім ця родина стала власником. Пізніше село і землі від покоління до покоління передавалися синам. Серед них були Ксаверій і Хома. Останній виявився вмілим господарем та діловою людиною, що помітно примножив багатства родини. Іодки на цих та землях сусідніх сіл володарювали замало не до кінця XIX століття. Навіть впродовж 15 років судилися з землевласниками села Горбаків.
Подоляни не мали своєї церкви, а постійно були приписаними до дорогобузької парафії. Не було й школи. Власне все через те, що в селі їх володарі не мали маєтків і не жили, а використовували лишень село і людську працю та родючі землі задля свого збагачення.
До Подолян, що знаходилося у тихому закутку серед полів біля Горині, про політичні та економічні зміни у царській Росії доходили чутки. Проте його не турбували. Так минули революції і Перша світова війна, на яку забрано лише кількох жителів.
За нової польської окупації краю, дехто з селян входив до осередку ОУН, товариства «Просвіта», що керувалися з Горбакова і Дорогобужа. Всі ці політичні течії діяли на користь визволення західної України від поневолювачів. Після вступу Червоної армії, у 1940 році була спроба створити колгосп, але господарі навідріз відмовилися, за що й переслідувалися представниками радянських властей. Це тривало до початку війни з німцями. Вони сюди вступили на початку липня 1941 року.
Під час війни село кілька разів піддавалося грабункам. Гітлерівці у рахунок контингенту забирали зерно, худобу, пашу для і неї. Тих, хто опирався, люто катували. Щоб мститися окупантам, багато молодих людей Подолян влилося до лав підпільників, вступили в УПА. На підступах до села між польовою жандармерією ворогів та загону самооборони виникали збройні сутички. Деяка частина чоловіків воювала і в складі Червоної армії. Село від німців звільнено 28 січня 1944 року.
А в 1949 році організувався колгосп, який у 1962 році було приєднано до Горбаківського.

## Населення
Станом на грудень 2013 року у Подолянах проживало 165 жителів. На 01.01.2022р. - 146.

## Інфраструктура
З інфраструктури, то у селі є лише клубна установа та магазин.

## Клімат
Село Подоляни Гощанського району розташоване у природній зоні — лісостеп. Гордістю села є ліс, що займає площу понад 10 га, він розташований у центрі села, тим сам ділить його на дві вулиці.

## Пам'ятки
Церква Святої Пророчиці Анни
У Подолянах православні довгий час не мали своєї церкви. Вони постійно були приписані до Дорогобузької парафії. А все через те, що в селі не жили заможні особи. Після Першої світової війни поляки привезли до села солтиса, який сказав, що не варто подолянцям ходити в церкву до Дорогобужа, а слід організувати греко-католицьку часовою (каплицю) і в ній разом з ксьондзом виголошувати молитви.
Така ідея православним не дуже сподобалась. Вони надумали звести капличку і запрошувати до неї священика. З такою думкою і стали збирати гроші, селянам навіть допомогли заможні землевласники Йодки. Але коли справа наблизилась до закладання підмурку під невеличке приміщення, громада на своїх зборах (за відсутності солтиса) зголосилася зводити не часовою, а церкву. 1938 р. швиденько освятили престол на честь Ганни — матері Богородиці Діви Марії, знову ж таки за відсутності керівника сільської громади. Цю місію виконав настоятель Дорогобузької церкви Федір Новосельцев. Дізнавшись про це, солтис дуже розгнівався, вимагаючи виконати ще й католицький ритуал освячення престолу. У відповідь православні збунтувалися, дорікаючи польському ставленику, що він у призначений день до села не привіз ксьондза. Мовляв, тому й змушені були звертатися до православного священика. На цьому суперечка і припинилася. Все ж таки під час реєстрації новозведеної культової споруди представник польської влади настояв, щоб у документах вона значилась часовнею (каплицею), а не церквою.
У 1944 році церква була передана під опіку священика Дорогобузької церкви Федора Новосельцева.
Зміни внесені значно пізніше, як було проголошено незалежність України. Заново 25 вересня 1991 року зареєстровано статут релігійної громади села Подоляни, вивівши її з підпорядкування РПЦ. А в неспокійні дні, коли Українська православна церква притерпіла розколу, парафіяни висловились за входження до УПЦ Київського патріархату.
Церква мурована.